# Карпеко (старшинський рід)
Карпеки — український старшинський рід.
Рід є нащадками Семена Карпеки, колишнього Глухівського городового отамана (1691) і осавула генеральної військової артилерії (1715—1717). Рід внесений у II та III частині родоводу книги Чернігівської губернії.

## Опис герба
Щит напівпересічений і розсічений: у першому блакитному та другому червоному полях увінчана шляхетською короною срібна колона на зеленому пагорбі. У третьому чорному полі журавель на зеленому пагорбі, що тримає в лапі золотий камінь (пильність).
На щиті шляхетський коронований шолом. Нашлемник: лев, що виникає. Намет на щиті червоний, підбитий золотом. Щитотримачі: два воїни з піками.